# Lycée expérimental de Nanhai
Lycée expérimental de Nanhai, École secondaire affiliée à l'Université normale de Chine du Sud (Chinois simplifié: 华南师范大学附属中学南海实验高级中学; Chinois traditionnel: 華南師範大學附屬中學南海實驗高級中學; en pinyin : Huánán Shīfàn Dàxué Fùshǔ Zhōngxué Nánhǎi Shíyàn Gāojí Zhōngxué ; en anglais : Nanhai Experimental High School, the Affiliated High School of South China Normal University) est un établissement secondaire privé, situé dans le district de Nanhai, la ville de Foshan, dans la province du Guangdong en Chine. 

## Organisation
C'est une des trois institutions en Chine amenant au bac chinois avec spécialité "français",.
Les classes du lycée sont catégorisées généralement en cinq types : les Classes générales 普通班 (les Classes des Olympiades scientifiques 奥林匹克班, les Classes ordinaires 普通班 et les Classes d'innovation 创新班), le Lycée sino-français 中法高中 (ou les Classes sino-françaises 中法班),les Classes préparatoires internationales 国际预科班 (une Classe britannique 英国班 et une Classe australienne 澳洲班), la Classe aéronautique 航空班, la Classe particulière pour les grandes universités occidentales 欧美名校特色班 et la Classe de cours de bi-diplôme avec  placement à un niveau supérieur et le lycée d'États-Unis et de Chine AP+中美高中双文凭课程班.

## Prairie des sciences scolaires
Prairie des sciences scolaires (校学苑) est l'académie pour les sciences scolaires du lycée.

### Institutions
Atriolum Historicius (en Chinois : 校史馆；en Français : Maison d'Histoire)

## Organisations démocratiques
- Syndicat étudiant[9]
- Assemblée étudiante[10]
- Comité autogestionnaire des dortoirs étudiants
- Assemblée enseignante[11]

## Jumelages
- École secondaire Zhongshan, affiliée à l'Université normale de Chine du Sud, Zhongshan
- Le Premier Lycée, Zone du Développement Économique et Techinique de Wuhai, Wuhan
- Centre Scolaire Saint-Marc, Lyon
- Lycée Saint-Exupery[12], La Rochelle
- Lycée Lamartine, Mâcon
- Lycée Xinhua, Tianjin
- Admiral Farragut Academy, St. Petersburg
- École international Furen, Singapour